# 여자에게 행복이 있기를
여자에게 행복이 있기를(女に 幸あれ 온나니 사치아레[*])는 2007년 7월 25일에 발매된 모닝구무스메의 서른네 번째 싱글이다.

## 개요
- 쥰쥰, 링링이 참여한 첫 번째 싱글이다.

- 뮤직 비디오에는 간주 중 멤버가 카메라를 노려보며 "바보"라고 속삭이는 장면이 수록되었다.

- 초회한정반 A, B 및 통상반으로 발매. 초회한정반에는 이벤트 초대 추첨 시리얼 넘버 카드가 봉입되었다.

## 수록곡
1. 女に 幸あれ
작사, 작곡 : 층쿠 / 편곡 : 에가미 고타로
2. Please! 自由の扉
작사, 작곡 : 층쿠 / 편곡 : 유아사 고이치
3. 女に 幸あれ (Instrumental)

## 참여 뮤지션
※괄호는 트랙 번호
- 에가미 고타로 - 프로그래밍 (1)
- 가메다 고지 - 기타 (1, 2)
- 다카하시 아이 - 코러스 (1, 2)
- 니이가키 리사 - 코러스 (1, 2)
- CHINO - 코러스 (1)
- 유아사 고이치 - 프로그래밍 (2)

## 차트
- 주간최고순위 2위 (오리콘 차트)